# Conne (Fluss)
Die Conne ist ein Fluss in Frankreich, der im Département Dordogne in der Region Nouvelle-Aquitaine verläuft. Sie entspringt an der Gemeindegrenze von Faux-en-Périgord und Montaut, entwässert in einer S-Kurve generell in nordwestlicher Richtung durch die Landschaft des Bergeracois und mündet nach rund 23 Kilometern im Gemeindegebiet von Bergerac als linker Nebenfluss in die Dordogne. In ihrem Mündungsabschnitt passiert die Conne den Flughafen Bergerac.

## Orte am Fluss
(Reihenfolge in Fließrichtung)
- Les Montets, Gemeinde Monmadalès
- Le Rocal, Gemeinde Monmadalès
- Saint-Cernin-de-Labarde
- Conne-de-Labarde
- Le Bignac, Gemeinde Saint-Aubin-de-Lanquais
- Saint-Nexans
- Les Rivachauds, Gemeinde Cours-de-Pile
- La Conne, Gemeinde Bergerac